# Rhithrum rivulatum
Rhithrum rivulatum är en tvåvingeart som beskrevs av Friedrich Georg Hendel 1914. Rhithrum rivulatum ingår i släktet Rhithrum och familjen borrflugor. Inga underarter finns listade i Catalogue of Life.